# Diecimila soli
Diecimila soli (Tízezer nap) è un film del 1967 diretto da Ferenc Kósa.

## Trama
István Széles è un contadino, un bracciante che ha lavorato la terra per il padrone. La sua è sempre stata una vita di stenti e di sacrifici, di un duro lavoro che è stato ripagato dalle terre che gli sono state assegnate all'avvento del comunismo. Dopo essere stato condannato ai lavori forzati, viene liberato e, nel 1956, la Storia - quella con la S maiuscola - gli passa accanto, facendolo testimone di avvenimenti che sconvolgono la vita di tutta l'Ungheria. Lui che non ha mai voluto immischiarsi con la politica, salva la vita a un suo vecchio avversario, un comunista della sua età che i rivoltosi vorrebbero uccidere. Széles racconta la sua storia al figlio, che ormai vive in città. Per lui, però, tutto questo appartiene al passato e il giovane guarda al futuro che gli si spalanca davanti.

## Produzione
Il film fu prodotto dalla MAFILM 4. Játékfilmstúdió.

## Distribuzione
Distribuito dalla Mokép, uscì nelle sale cinematografiche ungheresi il 27 aprile 1967. Nel maggio dello stesso anno, il film fu presentato in concorso al Festival di Cannes, dove Ferenc Kósa vinse il premio per la miglior regia. In Svezia, il film venne distribuito il 2 settembre 1968.

## Riconoscimenti
- Festival di Cannes 1967
  - Premio per la miglior regia